# Acanthonevroides mayi
Acanthonevroides mayi är en tvåvingeart som beskrevs av Permkam och Albany Hancock 1995. Acanthonevroides mayi ingår i släktet Acanthonevroides och familjen borrflugor. Inga underarter finns listade i Catalogue of Life.